# Puccinia kinseyi
Puccinia kinseyi är en svampart som beskrevs av G. Cunn. 1928. Puccinia kinseyi ingår i släktet Puccinia och familjen Pucciniaceae.   Inga underarter finns listade i Catalogue of Life.